# Districte de Kangra
El districte de Kangra és una divisió administrativa d'Himachal Pradesh a l'índia, divisió de Jullundur. La capital és Dharamsala.

## Geografia
Té una superfície de 5.739 km² i una població d'1.174.072 habitants. Es troba al peu de l'Himàlaia a la serralada Dhauladhar. El riu Beas és el més llarg del districte.
Dharamsala, la capital, és seu també del govern tibetà a l'exili dirigit pel Dalai Lama. Altres ciutats són Kangra, Nagrota Surian, Barial, Nandpur Bhatoli, Guler, Dehra, Jawalamukhi, Palampur i Ranital. Jwalamukhi o Jwala ji, és famosa pel seu temple dedicat a la deessa del mateix nom. Altres temples destacats són Brajeshwari Devi, Chamunda Devi, Chintpurni i Baijnath Shiva. A Dharamshala, Sidhbari, Rewalsar i la colònia tibetana a Bir hi ha temples budistes.
La població majoritaria són els kangris que parlen la llengua kangri, molt semblant al punjabi; quasi tots són de religió hindú. Hi ha una forta minoria tibetana (exiliada) que són budistes.

## Administració
Administrativament el formen (2008) 8 subdivisions, 17 tehsils, 4 subtehsils, i 15 blocks de desenvolupament rural.
Subdivisions:
- Dharamshala
- Kangra
- Palampur
- Baijnath
- Nurpur
- Dehra
- Jawali
- Jaisinghpur

Tehsils:
- Nurpur
- Indora
- Fatehpur
- Jawali
- Shahpur,
- Dharamshala
- Kangra
- Baroh
- Dehra Gopipur,
- Jaswan
- Jawalamukhi
- Khundian
- Jaisinghpur,
- Baijnath
- Rakkar
- Palampur
- Nagrota Bagwan

Sub-Tehsils: 
- Harchakian
- Thural
- Dheera
- Multhan.

Blocks:
- Nurpur
- Indora
- Nagrota Surian
- Fatehpur
- Pragpur
- Dehra
- Kangra
- Rait
- Nagrota Bagwan
- Bhawarna
- Lambagaon
- Baijnath
- Panchrukhi
- Sulah
- Dharamshala

Està dividit també en 4 nagar parishads (Dharamshala, Palampur, Nurpur, Kangra), 3 Nagar-Panchayats: (Jawalamukhi, Nagrota Bagwan, Dehra), 760 gram panchayats, 1 cantonment (Yol), 1 ciutat de cens, 17 Backward Panchayats, 519 Cercles Patwar i 48 cercles Kanungo Circles.

## Història
Per la història del principat vegeu Kangra.
Kangra va esdevenir districte britànic el 1846 quan fou cedit al final de la primera Guerra Sikh. El governador del fort no el va voler entregar i els britànics el van haver d'assetjar durant dos mesos fins que es va rendir. Aleshores el districte va quedar format pels actuals districtes d'Hamirpur, Kullu i Lahul i Spiti. Quan va esclatar la revolta de Multan l'abril de 1848, els emisaris de la plana van incitar als sobirans de les muntanyes a la revolta i a finals d'agots del mateix any, Ram Singh, un rajput pathània, va reunir una banda d'aventurers i es va apoderar del fort de Shahpur; poc després el sobirà katoch de Lambgraon es va revoltar a la part oriental del districte i el van seguir els rages de Jaswan i de Datarpur, i el sacerdot sikh Bedi Bikrama Singh. La revolta no obstant fou fàcilment sufocada i després de la victòria de Gujrat els caps rebels foren capturats i van ser condemnats a deportació a Almora. Des de 1849 va formar part de la província de Panjab. La capital va estar a Kangra fins al 1855 quan es va traslladar a Dharmsala, un camp militar fundat pels britànics el 1849.
El 1857 amb la rebel·lió dels sipais. es van produir alguns disturbis a la subdivisió de Kullu però l'execució sumaria de sis rebels i l'empresonament de molts altres quan es va produir el primer intent de revolta oberta, va frenar qualsevol intent posterior. Les tropes natives del fort de Kangra i el de Nurpur foren desarmades sense oposició.
La superfície del districte era de 25.843 km² i tenia al nord-oest l'estat de Chamba, al nord Caixmir, a l'est Tibet, al sud-est Bashahr, al sud el districte de Simla i els principats de Kumharsain, Sangri, Suket, Mandi, i Bilaspur, al sud-oest el districte d'Hoshiarpur; i a l'oest el districte de Guraspur. La població era:
- 1868: 743.882
- 1881: 730.845
- 1891: 763.030
- 1901: 768.124

Estava repartida en 3 ciutats i 715 pobles. Administrativament el formaven dos subdivisions (Kangra i Kullu), set tahsils i una àrea especial:
- àrea especial de Lahul i Spiti
- Kangra
- Nurpur
- Hamirpur
- Dera Gopipur
- Palampur
- Kullu (capital Sultanpur)
- Saraj (capital Banjar)

Els dos darrers formaven la subdivisió de Kullu. Les principals ciutats eren les municipalitat de Dharmsala,
Kangra i Nurpur. Els hindús eren el 94% i els musulmans el 6%. Hi havia un miler de sikhs. La llengua parlada eren eld dialectes del pahari, llengua de les muntanyes. L'àrea especial de Lahul i Spiti estava administrada per funcionaris locals, un thakur a Lahul i un nono a Spiti. El tahsil de Kangra tenia una superfície de 1111 km² i la població el 1901 era de 126.335 habitants (125.138 el 1891) i incloïa les poblacions de Dharmsala i Kangra i 134 pobles.
El districte fou greument afectat pel terratrèmol de 4 d'abril de 1905 en què van morir unes 20000 persones. El 1947 Panjab es va repartir entre Índia i Pakistan, però el districte va quedar dins l'Índia. El 1960 Lahul i Spiti van formar un districte separat, i el 1962 es va separar Kullu. El 1966 els districtes originats en Kangra (Kangra, Lahul i Spiti i Kullu) i el d'Una, van passar a formar part de l'Himachal Pradesh que esdevingué territori, i més tard estat el 1971. El districte d'Hamirpur es va segregar el 1972.

## Llocs interessants
- Inscripció de Pathvar (segle III aC)
- Inscripció de Kanhiara (segle II)
- Fort de Kangra no posterior al 600.
- Temple d'Indreswara a Kangra (segle ix)
- Capella de Baijnath a Kiragrama (vers el segle xii o XIII)
- Temple de Bajreswari Devi a Bhawan, un suburbi de Kangra, del 1440, encara que després arranjat o ampliat
- Restes jainistes de Kangra
- Fort de Nurpur (segle XVI o XVII)
- Temple datat el 1886 però sobre un molt anterior
- Temples a la roca a Masrur,
- Temples de Bajaura a Kullu (possiblement sergles X i XI)